# King (rivier in Great Southern)
De King is een rivier in de regio Great Southern in West-Australië.

## Geschiedenis
De rivier werd door Thomas Braidwood Wilson, tijdens een verkenningstocht in de streek rond de King George Sound in 1829, vernoemd naar de ontdekkingsreiziger Phillip Parker King die de kusten van Australië en Patagonië verkende. King had de benedenloop van de rivier verkend tijdens zijn hydrografische onderzoekingen in 1818. John Septimus Roe had de riviermonding ontdekt toen hij rond Oyster Harbour wandelde tijdens diezelfde expeditie. Vanaf 1831 werd er in omgeving van de monding van de King op zeehonden gejaagd. Kolonisten vestigden zich er in de jaren 1830 maar het was pas in 1959 dat het plaatsje Lower King officieel zou gesticht worden.
In 1897 werd de Lower King River-brug opgetrokken maar reeds in 1900 werd de brug weggespoeld tijdens een storm. In 1902 werden zowel de brug over de benedenloop als die over de bovenloop vernield door stormen. In 1944 en 1947 storten delen van de brug over de benedenloop in en werden nadien hersteld. In januari 2019 werd de brug over de bovenloop in brand gestoken. De schade bedroeg driehonderdduizend Australische dollar.

## Geografie
De rivier King ontspringt ten oosten van het plaatsje Redmond. Ze stroomt zevenentwintig kilometer in zuidoostelijke richting en mondt samen met de rivier Kalgan in de Oyster Harbour en uiteindelijk in de King George Sound uit. Het estuarium van de rivier begint waar de Mill Brook in de rivier uitkomt, zeven kilometer stroomopwaarts van de monding.
83% van het stroomgebied van de King is ontbost. Desondanks is de waterkwaliteit vrij goed en betreft het over het algemeen zoetwater. Het zoutgehalte aan de monding bedraagt 800 mg/L.
Mill Brook is de enige zijrivier van de King en mondt twee kilometer ten noordwesten van de Upper King River-brug in de rivier uit.